# مارک هوتیگر
مارک هوتیگر (انگلیسی: Marc Hottiger؛ زادهٔ ۷ نوامبر ۱۹۶۷) بازیکن فوتبال اهل سوئیس بود.
از باشگاه‌هایی که در آن بازی کرده‌است می‌توان به باشگاه فوتبال اورتون، باشگاه فوتبال لوزان-اسپورت، باشگاه فوتبال سیون، و باشگاه فوتبال نیوکاسل یونایتد اشاره کرد.
وی همچنین در تیم ملی فوتبال سوئیس بازی کرده‌است.